# Bernard Szumborski
Bernard Szumborski, niem. Bernard von Zinnenberg (zm. 7 stycznia 1470 w Chełmnie) – morawski rycerz, jeden z dowódców wojsk najemnych w służbie zakonu krzyżackiego podczas prowadzonej przeciwko Polsce wojny trzynastoletniej.

## Życiorys
Jego ojcem był mincerz królewski Mikeš Divůček z Jemniště (Miksch von Czimburg), matka prawdopodobnie pochodziła z czeskiego rodu szlacheckiego von Wartenberg. Braćmi byli Heinrich von Waldstein ze Stepanitz, Benedict von Waldstein i Johannes von Waldstein. Ojciec należał do „tajnej rady” króla Zygmunta Luksemburskiego.

W 1444 Szumborski zaoferował wielkiemu mistrzowi Zakonu Krzyżackiego 300 jeźdźców jako najemników. W 1449 miasto Wrocław i Brno poleciły jego usługi zakonowi, a biskup Paweł z Miličin poświadczył jego zaangażowanie w walkach z czeskimi husytami. 
Po wybuchu wojny, w lutym 1454 idąc przez Nową Marchię przybył wraz z najemnikami do państwa Zakonu Krzyżackiego. Dowodził we wrześniu po stronie krzyżackiej w bitwie pod Chojnicami (1454), gdzie pobił liczniejsze od wojsk zakonu wojska Kazimierza Jagiellończyka (trafił jednak w czasie bitwy do polskiej niewoli). Wcześniej w tym samym roku, w pierwszych tygodniach wojny szturmował też Świecie, ale w obliczu polskiej odsieczy – odstąpił. Z polskiej niewoli został zwolniony po interwencji dowódcy wojsk najemnych Ulryka Czerwonki.
Był jednym z rotmistrzów, którzy zawarli z władzami Zakonu krzyżackiego układ w Malborku, zgadzając się na dalszą służbę w zamian za gwarancję wydania im zamków krzyżackich w przypadku braku uregulowania żołdu. Pomimo niezaspokojenia roszczeń wojsk najemnych przez wielkiego mistrza Ludwiga von Erlichshausena Szumborski pozostał wierny Krzyżakom i doprowadził 14 sierpnia 1456 w Prabutach do zawarcia przez część dowódców nowego układu z władzami Zakonu krzyżackiego dotyczącego warunków dalszej służby.
28 września 1457 z pomocą mieszczan zajął miasto Malbork, jednak w polskich rękach pozostał nadal zamek malborski obsadzony przez załogę starosty  Oldrzycha Czerwonki.
24 października 1457 wraz z dwoma tysiącami zaciężnego wojska zajął Chełmno przy pomocy swego krewnego rotmistrza Mikołaja Skalskiego. Po zajęciu miasta uznał zdrajcą sołtysa Michała Segemunda i kazał go poćwiartować, nie oszczędzał też innych mieszkańców. Zdobył też więcej miast Pomorza i ziemi chełmińskiej, niektóre mu się jednak oparły. Na przykład 21 marca 1458 podszedł pod mury Torunia, spalił przedmieścia, ale miasta nie zdobył. 19 września 1460 wskutek zdrady grupy mieszczan zdobył miasto Golub, ale dowodzona przez Andrzeja Puszkarza załoga zamku zdołała powstrzymać atak na zamek. Miasto dwa lata później odbił z rąk Szumborskiego czeski rycerz w służbie polskiej Ulryk Czerwonka, któremu dobra te król Kazimierz nadał za zasługi jeszcze w 1457.
Uznawał się m.in. za starostę Chełmna oraz komendanta Brodnicy i Starogrodu. Stało się to wskutek tego, że zakon krzyżacki nie wypłacił swoim najemnikom należnego żołdu, wobec czego zdobyte przez siebie w wojnie trzynastoletniej zamki, miasta i warownie Szumborski zatrzymał sobie w zastaw. Po zawarciu rozejmu z królem polskim w grudniu 1463 roku zatrzymał okupowane przez siebie zamki i zarządzał nimi aż do śmierci w 1470 roku.

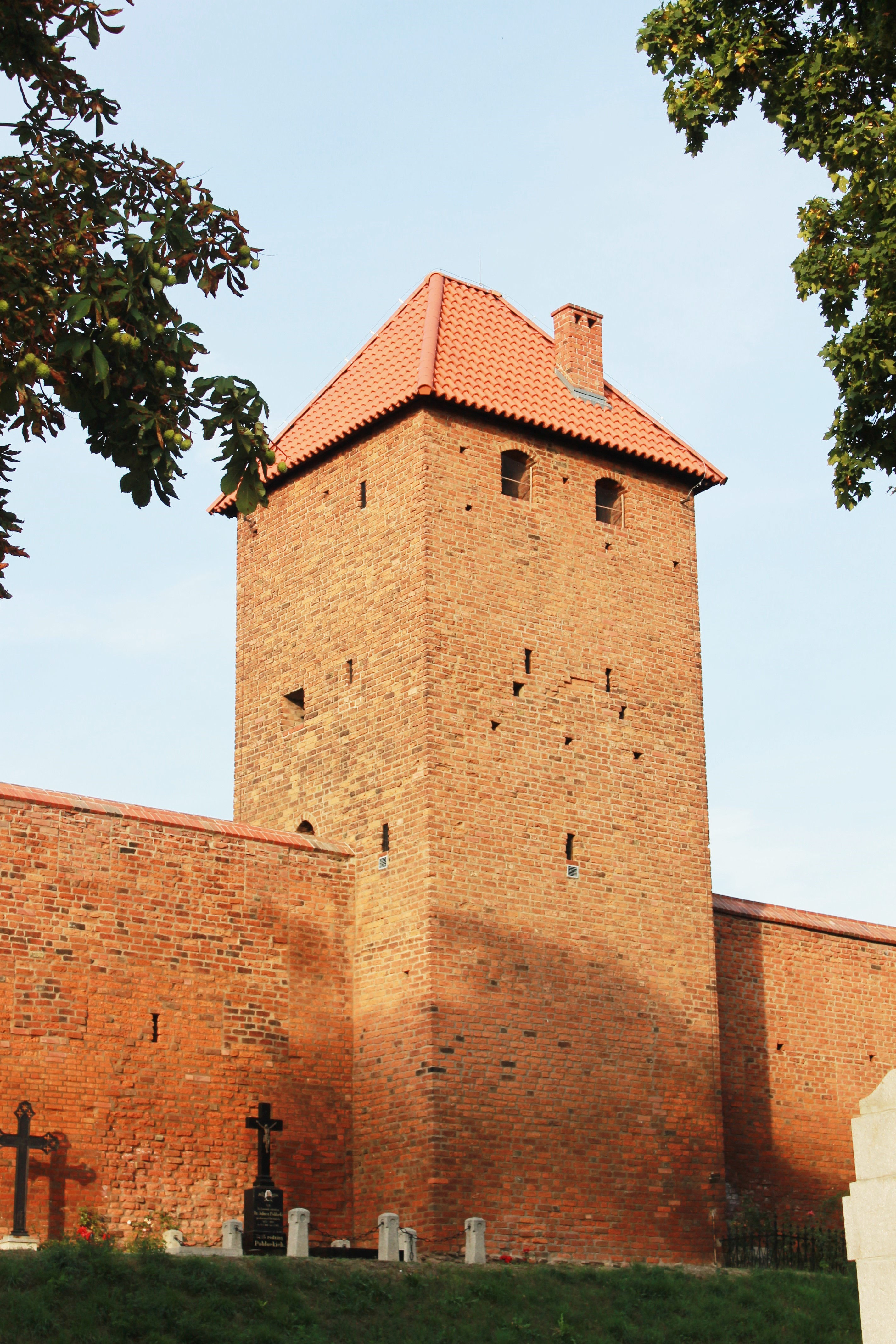
Baszta Prochowa w Chełmnie

W końcowej fazie wojnie trzynastoletniej jako przedstawiciel zakonu krzyżackiego przybył na zamek w Bydgoszczy, z którego Kazimierz IV Jagiellończyk dowodził wojną, z propozycją rozmów pokojowych (zakończonych 19 października 1466 II pokojem w Toruniu). Negocjacje te rozpoczęły się wcześniej w Świeciu nad Wisłą 4 sierpnia 1466 spotkaniem Szumborskiego z polskimi posłami królewskimi, Janem Długoszem i Janem Sapieńskim.
Według legend był człowiekiem okrutnym, a Chełmnem przez 22 lata władał tak, że popadło w ruinę. 
Zmarł 7 stycznia 1470. Według Jana Długosza został otruty przez mieszkankę Chełmna, która dla pewności podpaliła jeszcze Basztę Prochową, w której przebywał.